# Episodi di All American (seconda stagione)
La seconda stagione della serie televisiva All American, composta da 16 episodi, è stata trasmessa negli Stati Uniti su The CW dal 7 ottobre 2019 al 9 marzo 2020.
In Italia la stagione è stata trasmessa sul canale Premium Stories dal 1º settembre al 15 dicembre 2020.
| n° | Titolo originale         | Titolo italiano           | Prima TV USA     | Prima TV Italia   |
| -- | ------------------------ | ------------------------- | ---------------- | ----------------- |
| 1  | Hussle & Motivate        | La scelta                 | 7 ottobre 2019   | 1º settembre 2020 |
| 2  | Speak Ya Clout           | Parole in musica          | 14 ottobre 2019  | 8 settembre 2020  |
| 3  | Never No More            | L'ultimatum               | 21 ottobre 2019  | 15 settembre 2020 |
| 4  | They Reminisce Over You  | Un tuffo nel passato      | 28 ottobre 2019  | 22 settembre 2020 |
| 5  | Bring The Pain           | Festa a sorpresa          | 11 novembre 2019 | 29 settembre 2020 |
| 6  | Hard Knock Life          | Le difficoltà della vita  | 18 novembre 2019 | 6 ottobre 2020    |
| 7  | Coming Home              | La baita                  | 25 novembre 2019 | 13 ottobre 2020   |
| 8  | Life Goes On             | La vita va avanti         | 2 dicembre 2019  | 20 ottobre 2020   |
| 9  | One Of Them Nights       | Una di quelle notti       | 20 gennaio 2020  | 27 ottobre 2020   |
| 10 | Protect Ya Neck          | Il ballo delle debuttanti | 27 gennaio 2020  | 3 novembre 2020   |
| 11 | The Crossroads           | Il bivio                  | 3 febbraio 2020  | 10 novembre 2020  |
| 12 | Only Time Will Tell      | Chi vivrà vedrà           | 10 febbraio 2020 | 17 novembre 2020  |
| 13 | The Art Of Peer Pressure | L'unione fa la forza      | 17 febbraio 2020 | 24 novembre 2020  |
| 14 | Who Shot Ya              | Un'altra chance           | 24 febbraio 2020 | 1º dicembre 2020  |
| 15 | Stakes Is High           | La resa dei conti         | 2 marzo 2020     | 8 dicembre 2020   |
| 16 | Decisions                | Decisioni                 | 9 marzo 2020     | 15 dicembre 2020  |